# Тамбурини, Антонио
Антонио Тамбури́ни (итал. Antonio Tamburini; 28 марта 1800 — 8 ноября 1876) — итальянский оперный певец, баритон.

## Биография
Антонио Тамбурини родился 28 марта 1800 года, в Падании, в области Эмилия-Романья, в городе Фаэнца. Музыкальное образование получил у своего отца — профессора музыки. В девять лет уже хорошо играл на валторне и занимал место в оркестре; с двенадцати лет пел в церковных хорах и в опере. Его способности обратили на него внимание известных в то время певцов Доменико Момбелли и Пизарини, которые стали давать ему уроки пения.
В 1818 году Антонио присоединился к странствующей театральной труппе, начав в Ченто в опере «Графиня с Зеленого холма» Дженерали.
В 1822 году выступил с блестящим успехом в знаменитом театре «Ла Скала» в Милане; позже пел в европейских городах — Триесте, Риме, Венеции, Палермо, Париже.
Среди партий — Джеронимо («Тайный брак» Чимарозы), Фигаро («Свадьба Фигаро» Моцарта, «Севильский цирюльник» Россини).
Красота голоса, легкость вокализации, классицизм в колоратуре, выразительность передачи нот доставили ему крупный успех и мировое признание.
С 1849 года до 1852 год Антонио Тамбурини выступал на сценах столицы Российской империи города Санкт-Петербурга (здесь ему довелось петь вместе с Джованни Батиста Рубини и Полиной Виардо-Гарсиа). Исполнял свои арии в возрождающейся после пожара Москве, затем в главном городе Альбиона Лондоне. Дуэт баритона Тамбурини и сопрано Джулии Гризи считался одним из лучших в Европе.
Великий итальянский певец покинул большую сцену в 1855 году, однако в последующие годы вплоть до 1869 изредка выступал в спектаклях.
Антонио Тамбурини скончался 8 ноября 1876 года в возрасте семидесяти шести лет, близ французского побережья Средиземного моря, в городе Ницца.

## Семья
Супруга — Мариетта Джоя-Тамбурини (итал. Marietta Gioja Tamburini), певица-контральто (с которой они нередко выступали вместе).